# SA-225
La SA-225 es una carretera de titularidad autonómica de la Junta de Castilla y León (España) que discurre por la provincia de Salamanca entre las carreteras SA-220 y EX-204.
Además, pasa por las localidades de Cepeda y Sotoserrano.
Pertenece a la Red Complementaria Preferente de la Junta de Castilla y León.
Esta carretera se corresponde con el cuarto tramo de los cinco en los que fue dividida la antigua C-512

## Recorrido
La carretera SA-225 tiene su origen en la intersección con la carretera SA-220 en Miranda del Castañar y termina en el Límite de la C. A. de Extremadura, continuando por la carretera EX-204 en el término municipal de Herguijuela de la Sierra, formando parte de la Red de carreteras de Salamanca.
| Miranda del Castañar (Intersección con ) - Límite de la C. A. de Extremadura (Continuación por ) | Miranda del Castañar (Intersección con ) - Límite de la C. A. de Extremadura (Continuación por ) | Miranda del Castañar (Intersección con ) - Límite de la C. A. de Extremadura (Continuación por ) | Miranda del Castañar (Intersección con ) - Límite de la C. A. de Extremadura (Continuación por ) | Miranda del Castañar (Intersección con ) - Límite de la C. A. de Extremadura (Continuación por ) | Miranda del Castañar (Intersección con ) - Límite de la C. A. de Extremadura (Continuación por ) | Miranda del Castañar (Intersección con ) - Límite de la C. A. de Extremadura (Continuación por ) | Miranda del Castañar (Intersección con ) - Límite de la C. A. de Extremadura (Continuación por ) | Miranda del Castañar (Intersección con ) - Límite de la C. A. de Extremadura (Continuación por ) | Miranda del Castañar (Intersección con ) - Límite de la C. A. de Extremadura (Continuación por ) | Miranda del Castañar (Intersección con ) - Límite de la C. A. de Extremadura (Continuación por ) |
| Esquema                                                                                          | PK                                                                                               | Sentido Límite de la C. A. de Extremadura                                                        | Sentido Límite de la C. A. de Extremadura                                                        | Sentido Límite de la C. A. de Extremadura                                                        | Sentido Límite de la C. A. de Extremadura                                                        | Sentido Miranda del Castañar                                                                     | Sentido Miranda del Castañar                                                                     | Sentido Miranda del Castañar                                                                     | Sentido Miranda del Castañar                                                                     | Incidencias                                                                                      |
| Esquema                                                                                          | PK                                                                                               | Velocidad                                                                                        | Elemento                                                                                         | Salida                                                                                           | Salida                                                                                           | Salida                                                                                           | Salida                                                                                           | Elemento                                                                                         | Velocidad                                                                                        | Incidencias                                                                                      |
| Esquema                                                                                          | PK                                                                                               | Velocidad                                                                                        | Elemento                                                                                         | Dir.                                                                                             | Nombre                                                                                           | Nombre                                                                                           | Dir.                                                                                             | Elemento                                                                                         | Velocidad                                                                                        | Incidencias                                                                                      |
| ------------------------------------------------------------------------------------------------ | ------------------------------------------------------------------------------------------------ | ------------------------------------------------------------------------------------------------ | ------------------------------------------------------------------------------------------------ | ------------------------------------------------------------------------------------------------ | ------------------------------------------------------------------------------------------------ | ------------------------------------------------------------------------------------------------ | ------------------------------------------------------------------------------------------------ | ------------------------------------------------------------------------------------------------ | ------------------------------------------------------------------------------------------------ | ------------------------------------------------------------------------------------------------ |
|                                                                                                  | 0,0                                                                                              |                                                                                                  |                                                                                                  | Ciudad Rodrigo Garcibuey                                                                         | Ciudad Rodrigo Garcibuey                                                                         | Ciudad Rodrigo Garcibuey                                                                         |                                                                                                  |                                                                                                  |                                                                                                  |                                                                                                  |
| Béjar Cristóbal                                                                                  | 0,0                                                                                              |                                                                                                  |                                                                                                  |                                                                                                  |                                                                                                  |                                                                                                  |                                                                                                  |                                                                                                  |                                                                                                  |                                                                                                  |
|                                                                                                  | 2,7                                                                                              |                                                                                                  |                                                                                                  |                                                                                                  | Villanueva del Conde                                                                             | Villanueva del Conde                                                                             |                                                                                                  |                                                                                                  |                                                                                                  |                                                                                                  |
|                                                                                                  | 2,7                                                                                              | Miranda del Castañar                                                                             |                                                                                                  |                                                                                                  |                                                                                                  |                                                                                                  |                                                                                                  |                                                                                                  |                                                                                                  |                                                                                                  |
|                                                                                                  | 4,2                                                                                              |                                                                                                  |                                                                                                  | Río Francia                                                                                      | Río Francia                                                                                      | Río Francia                                                                                      | Río Francia                                                                                      |                                                                                                  |                                                                                                  |                                                                                                  |
|                                                                                                  | 7,3                                                                                              |                                                                                                  |                                                                                                  | CEPEDA                                                                                           | CEPEDA                                                                                           | CEPEDA                                                                                           | CEPEDA                                                                                           |                                                                                                  |                                                                                                  |                                                                                                  |
|                                                                                                  | 8,0                                                                                              |                                                                                                  |                                                                                                  | CM-302 Madroñal                                                                                  | CM-302 Madroñal                                                                                  | CM-302 Madroñal                                                                                  | CM-302 Madroñal                                                                                  |                                                                                                  |                                                                                                  |                                                                                                  |
|                                                                                                  | 8,3                                                                                              |                                                                                                  |                                                                                                  | CEPEDA                                                                                           | CEPEDA                                                                                           | CEPEDA                                                                                           | CEPEDA                                                                                           |                                                                                                  |                                                                                                  |                                                                                                  |
|                                                                                                  | 12,0                                                                                             |                                                                                                  |                                                                                                  |                                                                                                  | La Alberca Herguijuela de la Sierra                                                              | La Alberca Herguijuela de la Sierra                                                              |                                                                                                  |                                                                                                  |                                                                                                  |                                                                                                  |
|                                                                                                  | 12,6                                                                                             |                                                                                                  |                                                                                                  | SOTOSERRANO                                                                                      | SOTOSERRANO                                                                                      | SOTOSERRANO                                                                                      | SOTOSERRANO                                                                                      |                                                                                                  |                                                                                                  |                                                                                                  |
|                                                                                                  | 12,9                                                                                             |                                                                                                  |                                                                                                  | Béjar                                                                                            | Béjar                                                                                            | Béjar                                                                                            | Béjar                                                                                            |                                                                                                  |                                                                                                  |                                                                                                  |
|                                                                                                  | 13,3                                                                                             |                                                                                                  |                                                                                                  | SOTOSERRANO                                                                                      | SOTOSERRANO                                                                                      | SOTOSERRANO                                                                                      | SOTOSERRANO                                                                                      |                                                                                                  |                                                                                                  |                                                                                                  |
|                                                                                                  | 17,7                                                                                             |                                                                                                  |                                                                                                  | Río Alagón                                                                                       | Río Alagón                                                                                       | Río Alagón                                                                                       | Río Alagón                                                                                       |                                                                                                  |                                                                                                  |                                                                                                  |
|                                                                                                  | 20,9                                                                                             |                                                                                                  |                                                                                                  | Río Alagón                                                                                       | Río Alagón                                                                                       | Río Alagón                                                                                       | Río Alagón                                                                                       |                                                                                                  |                                                                                                  |                                                                                                  |
|                                                                                                  | 21,595                                                                                           |                                                                                                  |                                                                                                  | Río Ladrillar                                                                                    | Río Ladrillar                                                                                    | Río Ladrillar                                                                                    | Río Ladrillar                                                                                    |                                                                                                  |                                                                                                  |                                                                                                  |
|                                                                                                  | 21,595                                                                                           | RIOMALO DE ABAJO                                                                                 |                                                                                                  |                                                                                                  |                                                                                                  |                                                                                                  |                                                                                                  |                                                                                                  |                                                                                                  |                                                                                                  |
|                                                                                                  | 21,595                                                                                           | Coria                                                                                            |                                                                                                  |                                                                                                  |                                                                                                  |                                                                                                  |                                                                                                  |                                                                                                  |                                                                                                  |                                                                                                  |